# Zenobia Camprubí

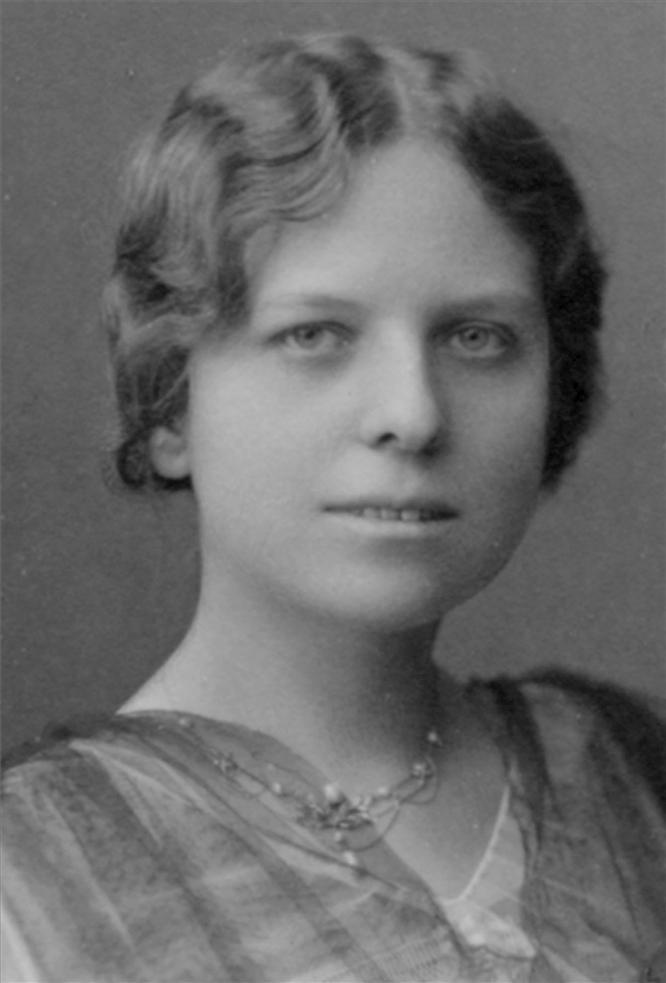
Zenobia Camprubí, c.1905.

Zenobia Camprubí Aymar, geboren als Zenobia Salustiana Edith Camprubí y Aymar (* 31. August 1887 in Malgrat de Mar, Provinz Barcelona; † 28. Oktober 1956 in San Juan, Puerto Rico), war eine spanische Schriftstellerin, Übersetzerin und Linguistin der Zeit der Zwei Spanien. Sie war die erste spanische Übersetzerin von Rabindranath Tagore und übersetzte zweiundzwanzig Werke, während sie gleichzeitig zahlreiche bürgerliche, kulturelle, kommerzielle und pädagogische Aktivitäten entfaltete. Während der Jahre im Exil nach 1936 war sie Professorin an der Fakultät der University of Maryland, College Park und verbreitete die spanische Sprache, Kultur und Literatur und bearbeitete philologische, literarische, juristische und kulturelle Themen. Als prominentes Mitglied des Lyceum Club Femenino zusammen mit Victoria Kent, die wie sie stets eine stärkere Präsenz von Frauen in allen Bereichen der Gesellschaft forderte, gilt sie als eine der Pionierinnen des spanischen Feminismus.

## Leben

### Frühe Jahre

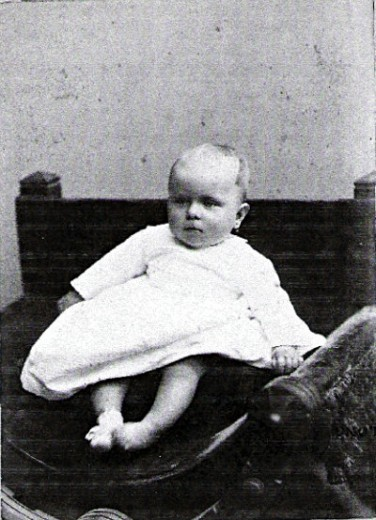
Zenobia Camprubí im Kindesalter, ca. 1890

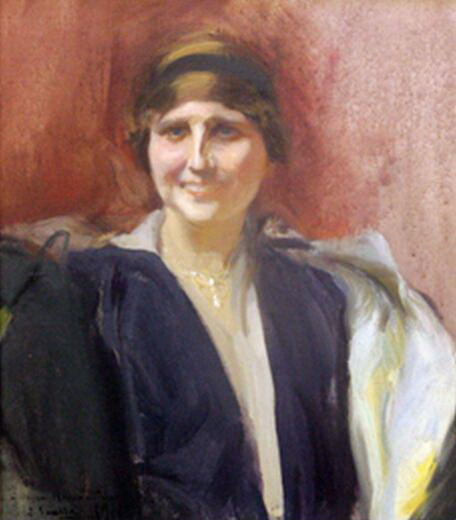
Zenobia Camprubí, Gemälde von Joaquín Sorolla, Öl auf Leinwand, 66 × 58 cm, 1915

Zenobia Camprubí Aymar war die Tochter von Isabel Aymar Lucca und Raimundo Camprubí Escudero, einem gebildeten und wohlhabenden Ehepaar. Ihr Großvater mütterlicherseits, Augusto Aymar, war ein wohlhabender amerikanischer Kaufmann, und ihre Großmutter stammte aus einer korsischen Familie, die in Puerto Rico ansässig war. Sowohl ihre Mutter als auch schon ihre Großmutter hatten Schulen in den Vereinigten Staaten besucht und verfügten über zahlreiche familiäre Bindungen in den Vereinigten Staaten. Ihr Vater war Bauingenieur und entstammte einer katalanischen Militärfamilie, obwohl er in Pamplona geboren wurde. Camprubís Eltern hatten 1879 in Puerto Rico geheiratet, wohin er gereist war, um den Bau einer Straße zwischen Ponce und Coamo zu leiten. Das Paar hatte vier Kinder, José (* 1879), Raimundo, Zenobia und Augusto (* 1890).
Als sie neun Jahre alt war, reiste sie zum ersten Mal mit ihrer Mutter und ihrem Bruder José in die Vereinigten Staaten. Der Grund für die Reise war die Aufnahme des älteren Bruders in eine weiterführende Schule zur Vorbereitung auf sein späteres Studium in Harvard und die Regelung von Erbschaftsangelegenheiten nach dem Tod der Großmutter 1895. Aufgrund von gesundheitlichen Problemen Camprubís war die Familie ein Jahr später gezwungen, in die Stadt Sarria umzuziehen. Dort lernte Camprubí María Muntadas kennen, mit der sie eine enge Freundschaft verband. Die beiden Freundinnen gründeten im jugendlichen Alter einen Verein namens Las Abejas Industriosas, der sich dem Nähen von Kleidung für Bedürftige widmete. Die Sozialarbeit sollte sie ihr ganzes Leben in unterschiedlichen Formen fortsetzen.
1901 wurde ihr Vater Leiter der städtischen Bauabteilung in Tarragona. Camprubí reiste mit der Mutter und dem jüngeren Bruder Augusto in die Schweiz, um Mittel gegen dessen Diphtherie-Erkrankung zu finden. Im März desselben Jahres veröffentlichte die New Yorker Jugendzeitschrift St. Nicholas eine Kurzgeschichte von Camprubí mit dem Titel A Narrow Escape. Auch ihr autobiografisches Werk Malgrat, das von ihren Aufenthalten in der Küstenstadt inspiriert war, wurde veröffentlicht.
Der Vater wurde nach Valencia versetzt und die Familie wohnte dort; während eines Aufenthalts der Mutter bei den Schwiegereltern in Barcelona führte Camprubí den Haushalt. Camprubí schrieb und veröffentlichte weitere literarische Werke, darunter The Garret I Have Known. Für ihr Werk When Grandmother Went to School erhielt sie einen Literaturpreis der Jugendzeitschrift St. Nicholas in der Form einer goldenen Plakette.
Als die Eltern sich zeitweilig trennten, zogen Mutter und Tochter 1905 in die Vereinigten Staaten. Sie ließen sich in Newburgh, NY, nieder, wo zahlreiche Verwandte und Freunde der Familie lebten. Im Jahr 1908 schrieb sich Camprubí am Teachers College der Columbia University ein, um englische Literatur und Komposition zu studieren. Wieder vereint, ließ sich die Familie 1909 in Palos de la Frontera in der Nähe von Huelva nieder, wo der Vater Chefingenieur am Hafen war, aber schon 1910 wechselten sie nach Madrid. Camprubí setzte ihren Lebensstil fort, kam in Kontakt mit dem amerikanischen Feminismus, reiste allein, las spanische und englische Klassiker und belegte einen Literaturkurs. In der amerikanischen Community in Madrid lernt sie Susan Huntington kennen, die das Instituto Internacional de Señoritas leitete, in dem Ausländerinnen untergebracht waren, die an von ihr organisierten Sommerkursen teilnahmen.

### Ehe mit Juan Ramón Jiménez

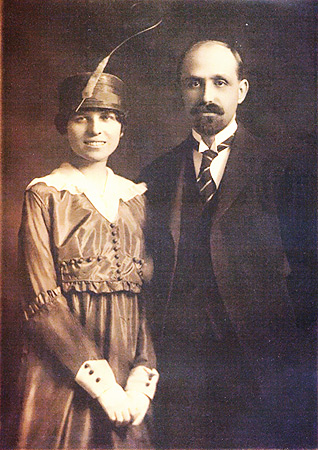
Hochzeitsbild von Zenobia Camprubí und Juan Ramón Jiménez, New York City, 2. März 1916

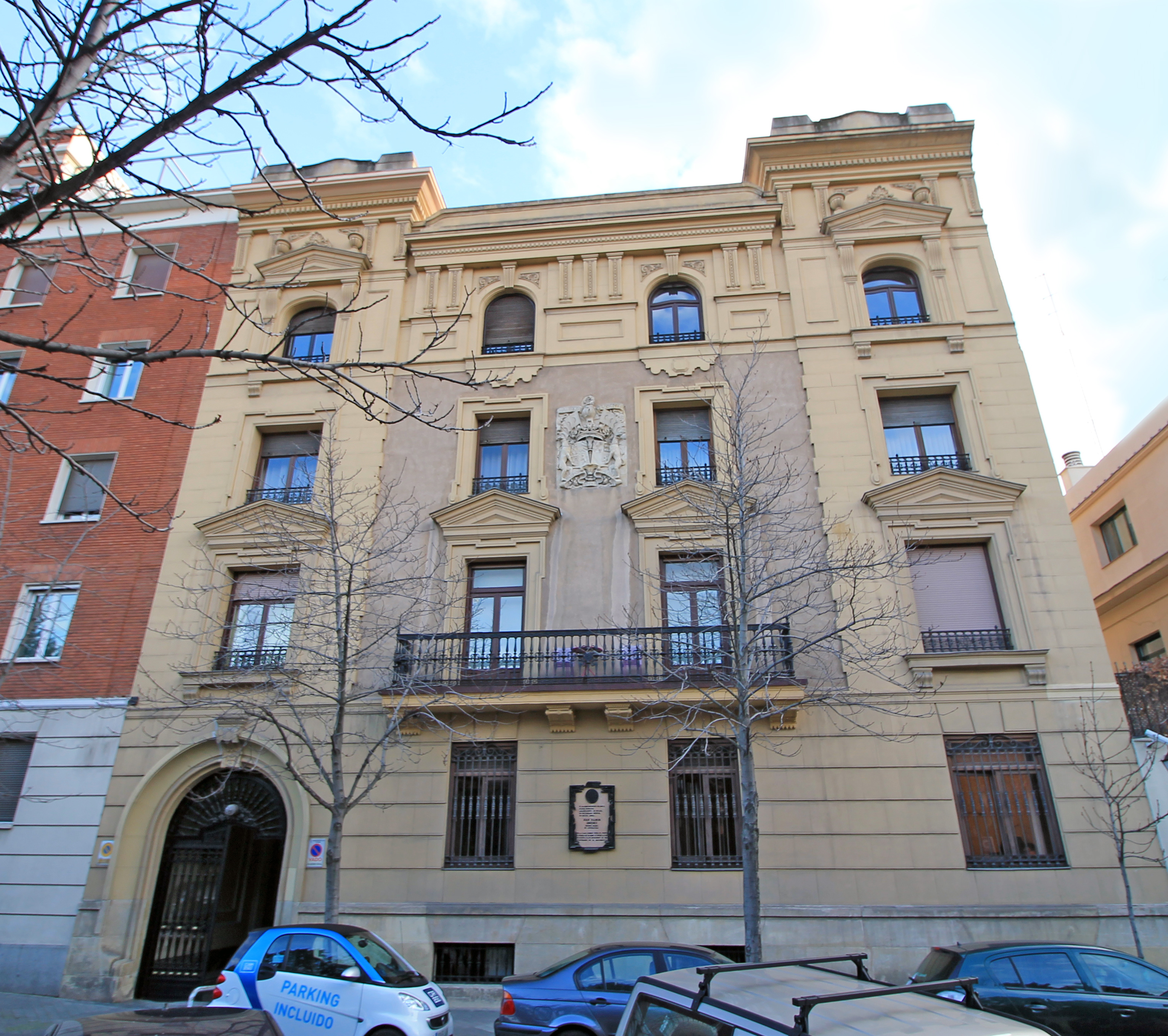
Haus des Paares (erbaut von Bernardo Giner de los Ríos) in der Calle de Padilla, 38 in Madrid, 1929–1936

Camprubí lernte Juan Ramón Jiménez 1913 bei einem Vortrag von Manuel Bartolomé Cossío im Rahmen einer von der Junta para Ampliación de Estudios in Madrid organisierten Kursreihe kennen, die in der Residencia de Estudiantes stattfand, wo sie zu der Zeit arbeitete. Camprubí hatte das Werk von John M. Singe übersetzt und übersetzte, ermutigt von Jiménéz, das Werk von Rabindranath Tagore. 1914 übersetzte Camprubí Tagores The Crescent Moon, dazu war ein Prolog in Gedichtform von Jiménéz geplant. Da sie aber nicht rechtzeitig fertig wurden, wurde als Ausgleich Platero y yo herausgegeben, ein Gedicht, das in Form eines Kinderbuchs veröffentlicht wurde.
Am 2. März 1916 heirateten Camprubí und Jiménez in der katholischen Kirche St. Stephen’s Church in New York City. Sie reisten zunächst durch die Vereinigten Staaten und kehrten im Juni nach Spanien zurück, zunächst zu Besuchen bei der Familie von Jiménéz, im Juli dann nach Madrid.
Im Jahr 1917 übersetzte und veröffentlichte Camprubí die Tagore-Werke El Jardinero, El Cartero del Rey, Pájaros perdidos und La Cosecha (übersetzte Titel). Jiménez steuerte einen Gedichtprolog bei. Ebenfalls in Zusammenarbeit mit Jiménez übersetzte sie weitere Werke Tagores El Asceta, El rey y la Reina, Malini, Ofrenda Lírica, Las Piedras Hambrientas und Ciclo de Primavera.  Zusammen mit Katherine Bourland, María de Maeztu und Rafaela Ortega y Gasset gründete Camprubí 1918 in Madrid den Verein La Enfermera a Domicilio, der sich um die Gesundheit kranker Kinder und Erwachsener aus Arbeiterfamilien kümmerte, indem er sie mit Lebensmitteln und Medikamenten versorgte und sie zu Dispensarien und Praxen angesehener Ärzte brachte, die sie kostenlos behandelten. Am 6. April 1920 wurde Tagores El Cartero del Rey, übersetzt und für das Theater adaptiert von Camprubí, zum ersten Mal aufgeführt. Es gab drei Aufführungen an aufeinanderfolgenden Tagen. Im Oktober 1920 gründete sie zusammen mit María Goyri und María de Maeztu das Comité para la Concesión de Becas a Mujeres Españolas en el Extranjero („Komitee zur Gewährung von Stipendien an spanische Frauen im Ausland“). Von der Gründung bis 1936 war sie Sekretärin des Komitees. 1921 wurde im Ateneo de Madrid eine Aufführung des Stücks Jinetes hacia el mar von John Millington Synge in Camprubís Fassung inszeniert und sie übersetzte mit La hermana mayor ein weiteres Werk Tagores. 1926 wurde in Madrid der Lyceum Club Femenino Español gegründet, eine der ersten Frauenvereinigungen in Spanien. Camprubí wurde Sekretärin, María de Maeztu die Präsidentin.
1928 eröffnete sie das Kunst- und Handwerksgeschäft Arte Popular Español in Madrid, das sich dem Verkauf von spanischem Kunsthandwerk widmete. Sie dekorierte das Hotel Parador Nacional Sierra de Gredos, das erste Parador-Nacional-Hotel. 1935 richtete sie noch das Hotels Paradero de Ifach in Calp ein.
1931 wurde bei Camprubí ein Tumor diagnostiziert, aber sie entschied sich gegen eine Operation und wurde stattdessen einer intensiven Röntgenbehandlung unterzogen.
Die Bildhauerin Margarita Gil Roësset schuf 1932 eine Büste von Camprubí, verliebte sich aber während dieser Arbeit in Jiménez. Am 8. Juli beging sie Selbstmord aus Liebeskummer und hinterließ Briefe und ein Tagebuch für Camprubí und Jiménez.

### Exilzeit

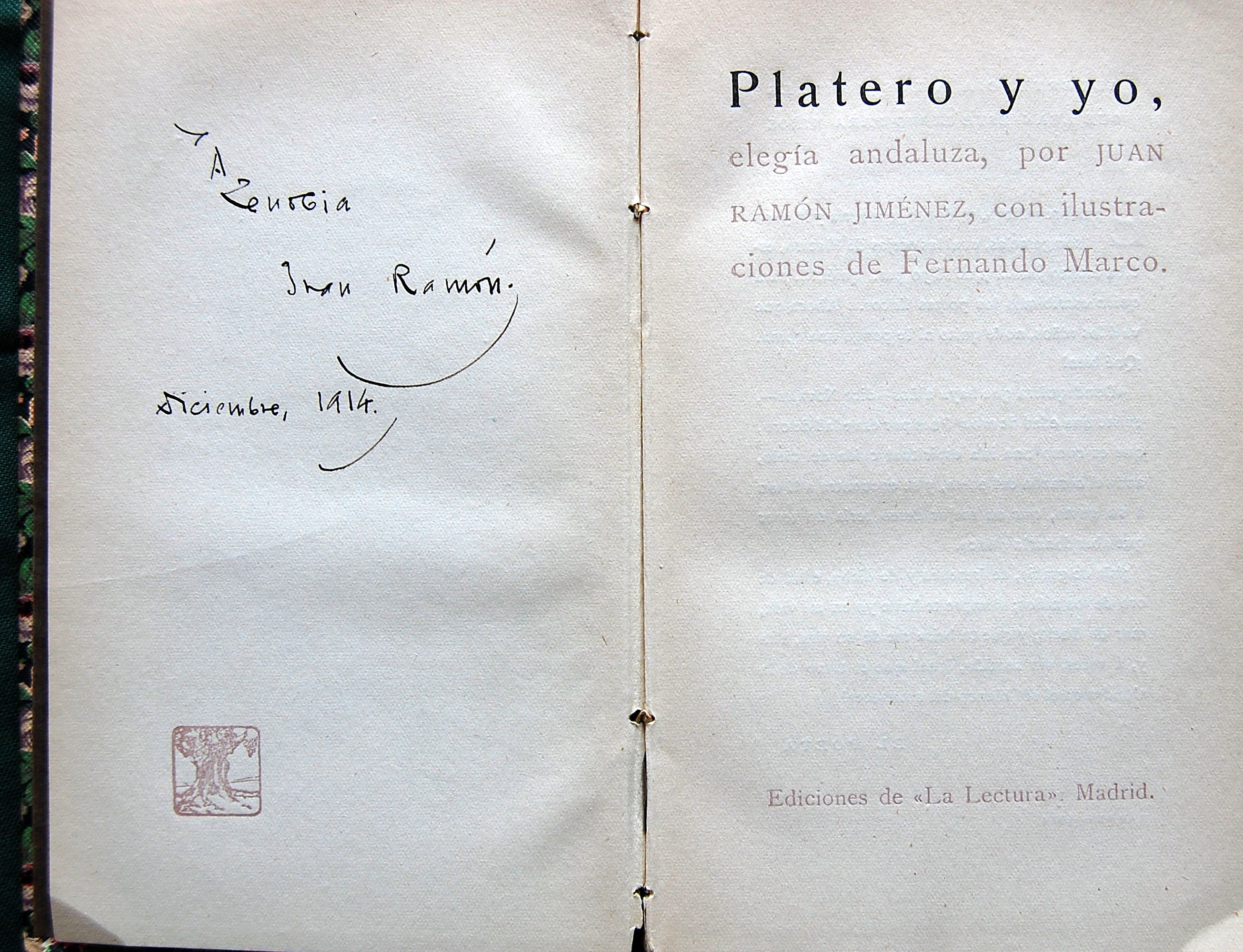
Widmung von Jiménez in einer Ausgabe seines bekanntesten Werkes, des Prosagedichts Platero y yo („Platero und ich“) von 1907

In den ersten Kriegstagen des Spanischen Bürgerkriegs nahm das Paar noch zwölf Kriegswaisenkinder im Alter von 4 bis 8 Jahren in einer Erdgeschosswohnung auf. Aber bereits am 22. August 1936 verließen sie Spanien und reisten über La Junquera ab. Vier Tage später schifften sie sich in Cherbourg auf dem Linienschiff Aquitania nach New York ein, und das Paar begann eine Reise, die sie über Kuba in die Vereinigten Staaten, nach Buenos Aires und schließlich Puerto Rico führte, wo Camprubí als Dozentin an der Universität von Puerto Rico Arbeit fand. Am 29. Oktober 1936 gab sie ihr Debüt als Dozentin in Puerto Rico mit der Veranstaltung La mujer española en la vida de su país („Die spanische Frau im Alltag ihres Landes“).
Zwischen 1937 und 1938 hielt sich das Ehepaar Jiménez in Kuba auf und wohnte im Hotel Vedado in Havanna. Das Paar entwickelte eine Reihe sozialer und kultureller Aktivitäten und beteiligte sich auch an einigen politischen Aktionen zur Unterstützung der spanischen Republikaner. Sie sorgten sich weiter um spanische Waisenkinder und veranstalteten Spendensammlungen durch Anzeigen in La Prensa in New York und anderen Zeitungen, um sie nach Spanien zu schicken. Camprubí arbeitete als Freiwillige in Frauengefängnissen und spendete ihre Kleidung, damit die weiblichen Häftlinge bei ihrer Entlassung etwas zum Anziehen hatten. Gegen Ende des Bürgerkriegs wurde die Wohnung in Madrid, die während des Krieges verschont geblieben war, geplündert und Bücher, Dokumente und andere persönliche Gegenstände verschwanden.
Im Januar 1939 zogen sie nach New York und ließen sich später in Coral Gables in Florida nieder. Im Januar des folgenden Jahres, als Jiménez  seine ersten offiziellen Vorlesungen an der University of Miami hielt, las Camprubí simultan eine von ihr selbst übersetzte englische Fassung. Im Jahr 1943 zogen sie weiter nach Washington, und im Januar des darauffolgenden Jahres wurde Camprubí von der University of Maryland als Spanischlehrerin für eine Gruppe von Militärangehörigen berufen. Als man ihren Erfolg sah, beschloss man 1945, sie als Dozentin in der Abteilung für europäische Geschichte und Kultur einzustellen.
Im Jahr 1951 unterzog sich Camprubí in Boston einer Krebsoperation. 1954 ließen sie sich in Puerto Rico nieder, weil Jiménez das Leben in den Vereinigten Staaten nicht ertragen konnte. Camprubí ließ dabei nicht nur ein intellektuell interessantes Leben zurück, sondern auch die Möglichkeit, sich einer guten Behandlung zu unterziehen, falls die Krankheit wieder auftauchen sollte. Camprubí unterzeichnete einen Vertrag mit der Universität von Puerto Rico, um ein Jahr lang populärwissenschaftliche Broschüren zu übersetzen. Danach erhielt sie einen Lehrauftrag. Ende des Jahres musste sie sich im Massachusetts General Hospital in Boston einer Operation wegen Vaginalkrebs unterziehen. Danach setzte sie ihre Arbeit an der Universität fort. Am 18. August wurde Camprubí in Puerto Rico als US-Bürgerin vereidigt und erhielt damit die doppelte Staatsbürgerschaft.
1954 beendete Camprubí auf ärztlichen Rat ihre Tätigkeit an der Universität. Die Zeitschrift Américas veröffentlichte ein autobiografisches Werk von Camprubí mit dem Titel Juan Ramón y yo. 1955 stellte die Universität von Puerto Rico der Familie Jiménez einen Raum zur Verfügung, der in Sala Zenobia-Juan Ramón Jiménez umbenannt wurde. In Jiménez' Geburtsort Moguer wurde die Casa de Cultura Zenobia-Juan Ramón gegründet. Im Jahr 1956 trat der Krebs erneut auf, und im April begann sie eine Behandlung mit Röntgenstrahlen, die schwere Verbrennungen verursachte. Im Juni flog Camprubí nach Boston, um sich erneut einer Operation zu unterziehen, doch die Ärzte rieten ihr von der Operation ab und gaben ihr nur noch wenige Monate zu leben. Camprubí starb am 28. Oktober 1956, drei Tage nachdem ihr Mann den Nobelpreis für Literatur erhalten hatte. Sie wurde auf dem Cementerio de Porta Coeli beigesetzt. Als die Nachricht vom Tod Camprubís in Moguer eintraf, beschloss die Stadtverwaltung, Zenobia Camprubí als Ehrenbürgerin von Moguer zu benennen und die Straße Calle de las Flores nach ihr zu benennen.
Jiménez überlebte sie zwei Jahre lang. Nach seinem Tod wurden die sterblichen Überreste Camprubís zusammen mit denen von Jiménez nach Moguer überführt und sie wurden auf dem Cementerio de Jesús beigesetzt.

## Wesentliche Werke
Hauptergebnis ihrer literarischen Arbeiten waren die ersten Übersetzungen der Werke von Rabindranath Tagore sowie zahlreicher anderer literarischer und nicht-literarischer Werke ins Spanische. In ihrem Wirken in den Literaturkreisen der Vereinigten Staaten, insbesondere als Professorin an der University Maryland, bemühte sie sich ständig um die Verbreitung der spanischen Kultur und Sprache.
Ihre Tagebücher sind überliefert und von großem Wert, da sie neben Rosa Chacel die einzige Frau ist, die in der Mitte des 20. Jahrhunderts ein schriftliches Tagebuch über Leben und Literatur hinterlassen hat.
- Eine vollständige Bibliographie ihrer Übersetzungen findet sich auf der Website der Casa Museo Zenobia Juan Ramón Jiménez.[12]
- Juan Ramón y yo. In: Américas. Band 6, Nr. 10, Oktober 1954, S. 9–11, 45–46.
- Diario I. Cuba (1937–1939). Alianza Editorial, Madrid 2006, ISBN 84-206-4835-3.
- Diario II. Estados Unidos (1939–1950). Alianza Editorial, Madrid 2006, ISBN 84-206-4836-1.
- Diario III. Puerto Rico (1951–1956). Alianza Editorial, Madrid 2006, ISBN 84-206-4837-X.
- Eine vollständige Bibliographie ihrer Bücher und Artikel findet sich auf der Website der Casa Museo Zenobia Juan Ramón Jiménez.[13]